# Oö. Landesmusikschulwerk
Die Oö. Landesmusikschulen sind Privatschulen des Landes Oberösterreich mit Öffentlichkeitsrecht. In 157 Schulstandorten und 20 dislozierten Klassen in ganz Oberösterreich werden mehr als 36.500 Schülerinnen und Schüler unterrichtet. Das Oö. Landesmusikschulwerk hat sich seit seiner Gründung im Jahr 1977 als Zentrum für musische Bildung, als vielfältiger kultureller und künstlerischer Impulsgeber und Kulturtreffpunkt in den Regionen etabliert.

## Geschichte
Am 16. Mai 1977 beschloss der Oberösterreichische Landtag auf Initiative des damaligen Landeshauptmanns Josef Ratzenböck das Oö. Musikschulgesetz und legte damit den Grundstein für das Oö. Landesmusikschulwerk. Alle bis 1977 bereits bestehenden Landes- und Gemeinde-Musikschulen in Oberösterreich wurden im OÖ. Landesmusikschulwerk gebündelt. In den Jahren nach seiner Gründung folgte ein Ausbau auf 157 Schulstandorte (68 Hauptanstalten und 89 Zweigstellen) sowie 20 dislozierte Klassen. Das Oö. Musikschulgesetz regelt bis heute die Organisation und Aufgaben, den Betrieb innerhalb der Gemeinden sowie die Förderstruktur.
Ziel des Oö. Landesmusikschulwerks war und ist es „breiten Kreisen der Bevölkerung eine musikalische Ausbildung zu ermöglichen, besonders Begabte auf den Besuch musikalischer Lehreinrichtungen höherer Stufe vorzubereiten und das Gemeinschaftsmusizieren zu fördern.“ Demnach werden Breiten- und Spitzenförderung im Oö. Landesmusikschulwerk gleichwertig unterstützt, was in einer Vielzahl an Orchestern, Chören und Ensembles in Oberösterreich sichtbar wird. Darüber hinaus nehmen zahlreiche Schülerinnen und Schüler des Oö. Landesmusikschulwerks erfolgreich an Jugendmusikwettbewerben teil und studieren in weiterer Folge an renommierten Musikuniversitäten. Das Oö. Landesmusikschulwerk ist Mitglied der Konferenz österreichischer Musikschulwerke sowie im Netzwerk der European Music School Union vertreten.

## Leitung
- 1977–1990: Heinz Preiss
- 1990–1995: Helmut Trawöger
- 1995–2025: Karl Geroldinger
- ab 1. Juni 2025: Doris Pamer[4]

## Ausbildung
Als Privatschulen des Landes Oberösterreich mit Öffentlichkeitsrecht hat das Oö. Landesmusikschulwerk sowohl einen Bildungsauftrag, als auch einen Auftrag zur Weiterentwicklung des kulturellen Lebens im Land. Für den Eintritt in eine der Landesmusikschulen ist keine Aufnahmeprüfung notwendig. Das erste Jahr gilt als Orientierungsjahr. Der Übertritt in die jeweils nächst höhere Stufe erfolgt nach der im Lehrplan dafür vorgesehenen Zeit durch das Ablegen einer Übertrittsprüfung. Die höchste Stufe wird mit der Abschlussprüfung „Audit of Art“ beendet. Den Schülerinnen und Schülern wird neben dem regelmäßigen Unterricht auch die Möglichkeit für Auftritte, Konzertbesuche oder dem Besuch von Ergänzungsfächern geboten. Das Oö. Landesmusikschulwerk bietet auch Angebote für Menschen mit Beeinträchtigungen jeder Altersstufe an, wie beispielsweise das Fach „Kreatives Musikgestalten“ oder die Kooperation mit dem Landesschulzentrum für Hör- und Sehbildung in Linz.

## Fachbereiche
Das Angebot des Oö. Landesmusikschulwerks umfasst folgende Fachbereiche:
- Blechblasinstrumente
- Chorleitung
- Ensembleleitung Blasorchester
- Elementares Musizieren
- Holzblasinstrumente
- Jazz Pop Rock
- Musikkunde
- Schlaginstrumente
- Gesang und Stimmbildung
- Streichinstrumente
- Tanz
- Tasteninstrumente
- Volksmusik
- Zupfinstrumente

## Besondere Projekte des Oö. Landesmusikschulwerks
Neben dem regulären Unterricht initiiert und unterstützt das Oö. Landesmusikschulwerk zahlreiche Projekte zur musischen Fort- und Weiterbildung. Unter anderem:
| Projekt                       | Beschreibung |
| ----------------------------- | --- |
| ELMUKI                        | Das Kooperationsprojekt der Bildungsdirektion Oberösterreich und des Oö. Landesmusikschulwerks fördert Elementares Musizieren in vorschulischen Bildungseinrichtungen. Mittels eines „Train-the-Trainer-Modells“ können Kinder eine intensive musikalische Kindergarten- bzw. Krabbelstubenzeit erleben. |
| Stimmig                       | Das Kooperationsprojekt der Bildungsdirektion Oberösterreich und des Oö. Landesmusikschulwerks ist das Ergebnis einer großangelegten Studie zur „Wirkung musikalischer Früherziehung auf die Entwicklung von Kindern“. Dabei werden Volksschulkinder und deren Pädagoginnen bzw. Pädagogen von Lehrkräften der Oö. Landesmusikschulen bei der Erarbeitung von Liedern, Kreistänzen und Instrumentalbegleitung unterstützt. |
| Oö. Tag des Kinderliedes      | Um das Kulturgut des Kinderliedes zu feiern und ins öffentliche Bewusstsein zu rücken wurde der „Oö. Tag des Kinderliedes“ ins Leben gerufen. Zahlreiche Institutionen und hunderte Kinder beteiligen sich jährlich an dieser Initiative und lassen einen Tag lang Kinderlieder in den Gemeinden und Städten erklingen. |
| Musikschule und andere Künste | In einem Pilotprojekt des Oö. Landesmusikschulwerks werden neben dem Instrumentalunterricht weitere Kunst- und Kulturtechniken in den Unterricht eingebunden. Entstanden sind dabei Fächer wie „Klang und Farbe“ oder „Musik und Medien“ |
| OÖ Vokalakademie              | Das Oö. Landesmusikschulwerkt koordiniert die Programm- und Angebotsentwicklung aller mit Chormusik befassten öffentlichen Institutionen in Oberösterreich sowie die Aus- und Fortbildung für das oberösterreichische Chorwesen. |

## Junior Akademie für Begabtenförderung
Mit dem Ziel talentierte Schülerinnen und Schüler zu unterstützen und zu fördern und damit die Möglichkeit für ein Berufsstudium an einer Musikuniversität zu erhöhen, hat das Oö. Landesmusikschulwerk die Junior Akademie für Begabtenförderung und die Akademie für Begabtenförderung ins Leben gerufen. Die jungen Musikerinnen und Musiker erhalten unter anderem mehr Unterrichtszeit, besondere Betreuung durch Lehrpersonen und mehr Möglichkeiten für solistische Auftritte, den Besuch von Zusatzfächern und Korrepetition. Aus der Arbeit der Akademie haben sich eine Vielzahl Projekten und Schwerpunkten entwickelt:
| Projekt                                      | Beschreibung |
| -------------------------------------------- | --- |
| Akademie für Begabtenförderung               | Die Akademie für Begabtenförderung (ABF) ist ein Kooperationsprojekt der Anton Bruckner Privatuniversität, des Oö. Landesmusikschulwerks und des Oberstufenrealgymnasiums für Studierende der Musik in der Stifterstraße in Linz. Ziel ist es, besonders begabte und motivierte Jugendliche zwischen 12 und 19 Jahren auf ein künstlerisches oder pädagogisches Musikstudium professionell vorzubereiten. |
| Drumhead                                     | Die Jugend-Drumline „Drumhead“ wurde 2022 im Oö. Landesmusikschulwerk gegründet. Es handelt sich dabei um ein Ensemble aus Schlagzeugerinnen und Schlagzeuger bestehend aus Snare Drums, Tenor Drums und Bass Drums. |
| Florianer Sängerknaben                       | Die gesangspädagogische Ausbildung des berühmten oberösterreichischen Knabenchors St. Florianer Sängerknaben erfolgt durch das Oö. Landesmusikschulwerk. Hauptaugenmerk liegt dabei auf dem Unterricht von Chor- und Sologesang, der Gehör- und Stimmbildung, dem Kennenlernen internationaler Musikliteratur sowie der Teilnahme an Konzerten weltweit. |
| Hackbrettissimo                              | Das österreichische Jugendorchester „Hackbrettissimo“ wurde 2009 gegründet und deckt alle Register ausschließlich mit Instrumenten der Hackbrettfamilie ab. |
| JPR Akademie                                 | Die JPR Akademie ist ein Förderprogramm in Kooperation mit der Anton Bruckner Privatuniversität. Sie richtet sich an begabte Bands, Singer und Songwriter im Bereich Jazz Pop Rock. |
| Oö. Jugendsinfonieorchester (JSO)            | Das Oberösterreichische Jugendsinfonieorchester besteht seit rund 25 Jahren und stellt die qualitative Spitze der aufbauenden Orchesterlandschaft des Oö. Landesmusikschulwerks dar. Begleitet von einem erfahrenen Dozententeam aus dem Bruckner Orchester Linz, der Anton Bruckner Privatuniversität und dem Oö. Landesmusikschulwerk werden unter der Leitung renommierter Dirigentinnen und Dirigenten Meisterwerke der sinfonischen Orchesterliteratur erarbeitet und anschließend bei Konzerten der Öffentlichkeit präsentiert. Die Künstlerische Leitung des Orchesters obliegt Raphael Kasprian und das Management Manuel Höfer. |
| Oö. Jugendbrassband (TFB Brass Band)         | Die TFB Brass Band wurde 2006 gegründet, um jungen ambitionierten Blechbläsern ein weiteres attraktives Betätigungsfeld zu bieten und um Nachwuchs für die Brass Band Oberösterreich aufzubauen. |
| Juniorbrassband                              | Die Juniorbrassband des Oö. Landesmusikschulwerks ist ein Teil der Nachwuchsförderung für begabte Blechbläser. In diesem Projekt werden junge Musikerinnen und Musiker an das Brass Band-Spiel herangeführt und auf den Einstieg in die Jugendbrassband vorbereitet. |
| Kinder- und Jugendchor am Landestheater Linz | Der Chor ist ein Förderprogramm für Kinder und Jugendliche zwischen 8 und 17 Jahren in Kooperation mit dem Landestheater Linz und der OÖ. Vokalakademie. Neben einer musikalischen und sängerischen Ausbildung erhalten die Kinder und Jugendlichen die Möglichkeit, solistisch oder im Chor Produktionen des Linzer Landestheaters zu begleiten. |
| Las Guitarras                                | Das landesweite Gitarrenorchester des Oö. Landesmusikschulwerkes besteht aus Schülerinnen und Schülern unterschiedlicher Alters- und Lernstufen. |
| Musical Theatre Academy (MTA)                | Ein speziell auf die Erfordernisse der Musicalausbildung abgestimmtes Förderprogramm in den Sparten Tanz, Gesang und Schauspiel für Kinder ab 8 Jahren wird an der Landesmusikschule Puchenau angeboten. |
| Oö. Jugend Jazz Orchester                    | Das Orchester hat sich zu einer wichtigen Einrichtung zur Förderung junger Talente entwickelt und ermöglicht es in einer intensiven Auseinandersetzung mit orchestralem Jazz künstlerische Erfahrungen zu sammeln. |
| Oö. Tanzakademie                             | Die Oö. Tanzakademie wurde 2013 gegründet und ist ein Förderprogramm für junge Tanztalente ab 6 Jahren. Die Kooperation mit dem Landestheater Linz ermöglicht bereits während der Ausbildung Erfahrungen vor einem breiten Publikum in einem professionellen Umfeld zu machen. |
| Upper Austrian Sinfonietta (UAS)             | Das UAS ist eines der Jugendorchester des Oö. Landesmusikschulwerkes. In mehr als 20 Jahren wurden rund 1.300 junge Musikschülerinnen und Musikschüler aus ganz Oberösterreich im Alter zwischen 14 und 18 Jahren im Orchesterspiel ausgebildet. Unterstützt werden sie dabei von einem erfahrenen Referententeam, bestehend aus Lehrenden des Oö. Landesmusikschulwerks und Mitgliedern österreichischer Berufsorchester. |
| Zitheract                                    | Zitheract ist ein junges, dynamisches Zitherorchester welches 2018 gegründet wurde. |

## Wettbewerbe
Schülerinnen und Schüler des Oö. Landesmusikschulwerks haben die Möglichkeit, in regionalen bzw. nationalen Wettbewerben Erfahrung zu sammeln und sich einer breiteren Öffentlichkeit zu präsentieren. Unter anderem unterstützt das Oö. Landesmusikschulwerk die Teilnahme an folgenden Wettbewerben:
| Wettbewerb                                    | Beschreibung |
| --------------------------------------------- | --- |
| Dr. Josef Ratzenböck-Stipendium               | Das Dr. Josef-Ratzenböck-Stipendium wird jährlich an Schülerinnen und Schüler einer oberösterreichischen Landesmusikschule bzw. der Akademie für Begabtenförderung vergeben. Jedes der 20 Stipendien ist mit 1.500 Euro dotiert und soll den Kauf eines Musikinstrumentes unterstützten oder eine besondere musikalische oder tänzerische Fortbildung ermöglichen.                                                                                 |
| Musik der Jugend                              | Der Jugendmusikwettbewerb prima la musica findet seit 1995 für Kinder und Jugendliche aus Österreich, Südtirol und Liechtenstein statt. Der Wettbewerb wird auf Landes- und Bundesebene durchgeführt. Die besten Teilnehmerinnen und Teilnehmer der Landeswettbewerbe werden zum Bundeswettbewerb eingeladen. Darüber hinaus gibt es im Rahmen von „Musik der Jugend“ die bundesweiten Wettbewerbe „Jugend komponiert“ und „podium jazz.pop.rock.“ |
| Olympia – Fantastische Wettspiele für Stimmen | Alle vier Jahre richtet sich dieser Wettbewerb an Gesangsschülerinnen und -schüler ab 12 Jahren aus Musikschulen in Österreich und Südtirol. |